# Sky Österreich
Die Sky Österreich Fernsehen GmbH mit Sitz in Wien ist eine 100-prozentige Tochtergesellschaft der deutschen Sky Deutschland GmbH und Teil von Europas führender Unterhaltungsgruppe Sky Limited. In Österreich ist Sky mit rund 400.000 Kunden und einem Jahresumsatz von über 170 Millionen Euro (Stand: Juni 2017) eines der führenden privaten Fernsehunternehmen. Das Programmangebot besteht aus Live-Sport, Spielfilmen, Serien, Kinderprogrammen und Dokumentationen.
Angeboten werden rund 100 HD-Sender und zwei Ultra-HD-Sender. Das Sport-Programm umfasst u. a. die österreichische Fußball-Bundesliga und Eishockey-Liga (beides auf Sky Sport Austria HD), die deutsche Fußball-Bundesliga, die Premier League, UEFA Champions League, UEFA Europa Conference League, UEFA Europa League, Golf und Tennis. Sky bietet zwölf unterschiedliche Filmsender mit über 80 Filmen aller Genres täglich, mit Sky Atlantic HD einen Seriensender mit HBO- und Showtime-Serien sowie Sky-Produktionen und mit Sky 1 einen Entertainmentsender mit international erfolgreichen Shows wie MasterChef oder The X Factor. Neben dem linearen Programm können Sky-Kunden auch Inhalte auf Abruf ordern. Darüber hinaus gibt es auch den Streamingdienst Sky X.

## Sky Sport Austria HD
Im Programm von Sky Sport Austria HD werden alle Spiele der Fußball-Bundesliga Österreichs sowie ausgewählte Spiele der Basketball Superliga und der Eishockey-Liga live übertragen. Sky Sport Austria HD ist im Sportpaket über das klassische Sky-Abo enthalten. Darüber hinaus sind die Inhalte von Sky Sport Austria über den Streamingdienst Sky X abrufbar.